# Monolistra spinosa
Monolistra spinosa är en kräftdjursart som först beskrevs av Emil Racoviţă 1929.  Monolistra spinosa ingår i släktet Monolistra och familjen klotkräftor. Inga underarter finns listade i Catalogue of Life.